# Stanisława Golec (1928–1946)
Stanisława Golec ps. „Gusta” (ur. 1928 w Milówce, zm. 1946 w okolicach Barutu) – uczestniczka grup leśnych VII (Śląskiego) Okręgu Narodowych Sił Zbrojnych.

## Życiorys
Stanisława była czternastym i ostatnim dzieckiem swoich w rodzinie Golców z Milówki. Członkowie rodziny walczyli w kampanii wrześniowej a później byli członkami Armii Krajowej. Po wybuchu II wojny światowej rodzina została wysiedlona z Milówki, która znalazła się w granicach III Rzeszy do Generalnego Gubernatorstwa. Tam dwaj bracia Stanisławy: Franciszek i Zygmunt zostali żołnierzami Narodowej Organizacji Wojskowej. Wrócili do rodzinnej wsi w 1945 roku i wtedy Stanisława Golec dołączyła do oddziału NZS pod dowództwem Antoniego Bieguna ps. „Sztubak” i przyjęła pseudonim „Gusta”. Później służyła pod dowództwem kpt. Henryka Flame ps. „Bartek”. Oddział „Bartka” był największym antykomunistycznym ugrupowaniem na Górnym Śląsku i w Beskidach. To największe zgrupowanie niepodległościowe na Śląsku Cieszyńskim, którego liczebność, w szczytowym okresie, wynosiła ponad 300 dobrze uzbrojonych i umundurowanych żołnierzy. Stoczył wiele walk. Najgłośniejszą akcją było zajęcie 3 maja 1946 roku Wisły. Została aresztowana w ramach operacji „Lawina”. Według ustaleń IPN, ponad 120 żołnierzy „Bartka” przewieziono na Opolszczyznę we wrześniu 1946 roku. Informowano ich, że w ramach zorganizowanego przerzutu trafią na Zachód. Kilkudziesięciu żołnierzy „Bartka” umieszczono w niewielkim budynku, tzw. baraniarni, w pobliżu polany śmierci, gdzie podano im kolację, alkohol ze środkami nasennymi, a nad ranem rozbrojono i wysadzono w powietrze lub rozstrzelano.

## Upamiętnienie
W rodzinnej Milówce ma symboliczny nagrobek.
Zespół muzyczny Golec uOrkiestra zadedykował pamięci Stanisławy Golec piosenkę pt. „Lawina”. Stanisława Golec prywatnie była stryjenką Łukasza i Pawła Golców.